# Zrakoplovna medicina
Zrakoplovna medicina je grana preventivne medicine i medicine rada koja proučava utjecaj letenja, zrakoplova i sredine u kojoj se ono obavlja na organizam letača, pratećeg letačkog osoblja, padobranaca, putnika u zračnom prometu itd. i u praksi primjenjuje specifične metode preventivo medicinske zaštite u sprječavanju negativnog utjecaja letenja na život i zdravlje čovjeka i nastanak izvanrednih događaja i katastrofa (koje karakterizira veliki gubitak ljudskih života, materijalnih dobara i poremećaj ekoloških sustava). I pored postojanja mnogih problema, na koje je u svom okruženju naišlo zrakoplovstvo, liječnik zrakoplovne medicine je samo jedan, od mnogih visoko obrazovanih pojedinaca koji radi na minimiziranja mnogih nuspojava, tako da čovjek može i dalje imati nadmoć u zračnom prostoru.
Zrakoplovna medicina je značajna komponenta sigurnosti u zrakoplovstvu i istraživanju svemira.

## Povijest

### Povijest zrakoplovne medicine u svijetu
Zrakoplovna medicina je nastala u ranom 18. stoljeću s prvim fiziološkim studijama liječnika balonista Jean-François Pilâtre de Roziera (1754. – 1785.), iz Metza, prvog čovjeka na svijetu koji je 15. listopada 1783. godine poletio balonom ispunjenim toplim zrakom. Nakon toga žalio se na bolove u ušima i smetnje sluha pri spuštanju. Dakle, prvi čovjek u povijesti koji je poletio i poslije toga dao medicinski opis smetnji iz područja zrakoplovne medicine, bio je liječnik, i prvi čovjek koji je poginuo u zrakoplovnoj nesreći pri eksploziji balona ispunjenog vodikom, sat i pol poslije polijetanja.
Tijekom 1784., godinu dana nakon prvog leta balona, od strane francuskog fizičara Jean Pilâtre de Roziera, i bostonskog fizičara, John Jeffriesa, napravljena je i prva studija visinskog sastava atmosfere uz pomoć balona.
Prvu sveobuhvatnu studiju utjecaja letenja na zdravlje proveo je francuski liječnik Paul Berta, koji je objavio svoja istraživanja o utjecaju promjene sustava i tlaka zraka, s porastom visine na ljude, 1878. godine pod naslovom "La pression barometrique".
Godine 1894. bečki fiziolog Herman fon Šreter, dizajnirao je masku za kisik s kojom meteorolog Artur Berson postavlja rekord i dostiže visinu od 9.150 metara leteći u balonu.
Prvi propisi za vojne pilote, koje su oni morali poštovati u izvršenju letačkih aktivnosti, doneseni su u SAD-u 1912. godine. Značajan doprinos na tom području dao je liječnik Theodore Lyster, američki pionir zrakoplovne medicine, koji je i otvorio prvi istraživački laboratorij za istraživanja na području zrakoplovne medicine 1918. u New Yorku. Tijekom 1919. godine otvorena je i prva škola za zrakoplovnu medicinu.
U 1929. u SAD-u osnovano je prvo udruženje liječnika zrakoplovne medicine, Aerospace Medical Association (AsMA), pod rukovodstvom Louisa H. Bauera.
Tijekom 1934. u SAD-u počinju prva proučavanja utjecaja visokih naprezanja tijekom leta na organizam pilota, koja dovode do daljnjeg tehničkog napretka i izrade i razvoja prvog hermetičkog odijela, a nešto kasnije i prvog anti-G kombinezona. Konstrukcija ove opreme omogućila je daljnji razvoj mlaznih zrakoplova, a kasnije i zrakoplova na raketni pogon.

### Povijest zrakoplovne medicine na prostoru Srbije i bivše Jugoslavije
Povijest zrakoplovne medicine na ovim prostorima datira od 1911. godine, kada je izvršena prva selekcija letača za zrakoplovstvo Kraljevine Srbije. Koliko je to bilo napredno govori podatak da su SAD prvu selekciju provele tek 1917. godine, i da su tada bili treća zemlja u svijetu koja se bavila selekcijom pilota. Od tada pa do Drugog svjetskog rata, zrakoplovna medicina je bila u sastavu Sanitetskog odjela Zapovjedništva zrakoplovstva. U tom razdoblju, jugoslavenska zrakoplovna medicina (naročito zrakoplovna fiziologija) bila je jedna od vodećih u svijetu a njeni liječnici školovali su se u vodećim zemljama na ovom području medicine Francuskoj i Njemačkoj. Jugoslavija je u to vrijeme bila i među rijetkim zemljama koja je imala udžbenik iz zrakoplovne medicine, koji je napisao liječnik i pilot dr. Mihajlo Kostić na hrvatskom jeziku 1941. godine. Dr. Petrović i dr. Nikolić bili su prvi rodonačelnici suvremene zrakoplovne medicine u Kraljevini Jugoslaviji ali je Drugi svjetski rat i njihov odlazak u zarobljeništvo prekinuo njihov rad. Nakon rata oni se nisu priključili daljnjem radu u ovoj grani medicine.
Svoj puni zamah razvoja zrakoplovna medicina započinje formiranjem "Vazduhoplovnomedicinskog instituta" (VMI) RV i PVO Jugoslavije, 11. studenoga 1945. u Zemunu (Beograd). 
Zrakoplovno medicinski institut (VMI) u početku je bio mala specijalizirana bolnica namijenjena oboljelim i ozlijeđenim pilotima, smještena u Zemunu u ulici Sonje Marinković br. 4, koja 1946. godine počinje sa selekcijom letača.
Godine 1947. institut dobiva i oblik znanstvene ustanove jer započinje s istraživanjima na području zrakoplovne medicine. Do 1955. godine osoblje (VMI) se usavršavalo u europskim zemljama i Sjedinjenim američkim državama, a nešto kasnije i u Sovjetskom Savezu. Te godine počinje i primjena suvremene fiziološke trenaže za letače, na temelju iskustava stečenih u SAD-u i SSSR-u.
Od 1981. s ustanovljenjem specijalizacije zrakoplovne medicine (službeno priznate specijalizacije od strane Ministarstva zdravlja Jugoslavije u trajanju od tri godine) VMI postaje i nastavna baza Vojnomedicinske akademije za realizaciju školovanja svih profila liječnika na području zrakoplovne medicine za potrebe tadašnje JNA. U listopadu 1983. Jugoslavija i RV i PVO dobiva prvu generaciju diplomiranih specijalista zrakoplovne medicine. 
Godine 1988. VMI se seli u Batajnicu u novi objekt u sklopu Vojne bolnice "Batajnica". Smještajem, opremom i stručnim mogućnostima ubrajala se među najrazvijenije ustanove u svijetu koje se bave zrakoplovnom medicinom.
Nakon raspada bivše Jugoslavije svaka zemlja nastavlja dalje samostalni razvoj ove grane medicine za potrebe svog vojnog i civilnog zrakoplovstva. VMI ostaje u sastavu Vojske SiCG, a kasnije Vojske Srbije. Nakon oštećenja izazvanih bombardiranjem 1999. i značajnog smanjenja zrakoplovstva Srbije, dio VMI (Uprava, VLKL i Klinički dio) preseljena je na VMA a Odjel za zrakoplovnu fiziologiju s opremom nastavlja rad na lokaciji u Batajnici. 15. srpnja 1999. godine VMI mijenja naziv u IVM (Institut za zrakoplovnu medicinu) i ulazi u formacijski sastav Zavoda za preventivnu medicinu VS, odnosno Vojnomedicinsku akademiju.

### Prva generacija specijalista zrakoplovne medicine u Jugoslaviji
Prva generacija liječnika specijalizaciju iz zrakoplovne medicine započela je 1981. odmah nakon usvajanja nastavnog plana i programa od strane Naučnog veća Vojnomedicinske akademija i njenog priznavanja kao grane medicine u Jugoslaviji od strane Ministarstva zdravlja. 
Nakon trogodišnjeg školovanja na VMA i VMI i provedene prakse u letačkim i padobranskim jedinicama 23.listopada 1983. specijalizaciju završava 10 liječnika iz JNA i JAT-a.
Prva generacija specijalista zrakoplovne medicine; 
- Ppuk dr. Boris Arsov iz Skoplja RV i PVO
- Puk. dr. Milorad Dimić iz Niša RV i PVO
- Ppuk dr. Fejsal Borić iz Mostara RV i PVO
- Puk dr. Dušan Gojković iz Beograda VMI
- Puk. dr. Pavao Ostojić iz Beograda VMI
- Puk. dr. Miodrag Janjušević iz Beograda VMI
- Puk dr. Nikola Bjegović iz Bihaća RV i PVO
- Ppuk dr. Vladimir Pletikapić iz Zagreba RV i PVO
- Ppuk dr. Zoran Lolić iz Zadra RV i PVO
- Civ.lice dr. Ljiljana Stijović iz Beograda Disp.za medicinu rada JAT-a

Nakon raspada Jugoslavije (1992.) dio generacije napušta svoje dužnosti u JNA i odlazi u Makedoniju (dr. Boris Arsov), Bosnu (dr. Fejsal Borić) i Hrvatsku (dr. Zoran Lolić i dr. Vladimir Pletikapić), a sljedeći liječnici nastavljaju svoj rad u Srbiji: dr. Milorad Dimić, dr. Nikola Bjegović, dr. Dušan Gojković, dr. Miodrag Janjušnjević, dr. Pavao Ostojić i dr. Ljiljana Stijović.
Zahvaljujući entuzijazmu ove generacije specijalista u tadašnjoj Jugoslaviji formirana je i prva Sekcija liječnika za zrakoplovnu medicinu.

### Povijest zrakoplovne medicine na prostoru Hrvatske
Nakon raspada bivše Jugoslavije i formiranja vlastitih oružanih snaga odlukom ministra obrane Republike Hrvatske 27. travnja 1992. utemeljena je prva ustanova u Hrvatskoj iz oblasti zrakoplovne medicine, Zavod za zrakoplovnu medicinu.
Tijekom godina Zavod je preoblikovan u Institut zrakoplovne medicine, sa zadatkom obavljanja specijalističkih zdravstvenih pregleda civilnih i vojnih pilota, padobranaca, pomoćnog zrakoplovnog osoblja i kontrolora leta. U Institutu zrakoplovne medicine provode se i sistematski pregledi i ocjene radne sposobnosti djelatnih vojnih osoba te sistematski pregledi za školovanje i prijam u DVO.
Krajem 2007. i početkom 2008. tadašnje Zapovjedništvo za logistiku (ZzL) izvršilo je pripreme za prelazak u Zapovjedništvo za potporu i preuzelo dio logističkih i sanitetskih postrojbi iz HKoV-a i HRZ-a i PZO-a, koje su pružale zdravstvenu zaštitu pripadnicima OS-a, kao što je između ostalih i  Institut zrakoplovne medicine.

## Uloga i zadatci
Zrakoplovna medicina nastaje kao potreba suvremenog razvoja zrakoplovstva i astronautike, kako bi dala odgovor na brojne biološke i fizičke stresove kojima su u svojoj radnoj sredini izloženi letači i letačke osoblje, astronauti, padobranci i brojni putnici zrakoplova tijekom putovanja, i spriječila pojavu nepovoljnih fizioloških promjena u organizmu tih osoba, a konstruktorima letjelica i svemirskih "brodova" pomogla pri konstruiranju zaštitne opreme i drugih elemenata zaštite.
Rješavanje problema kao što su održavanje života astronauta u svemiru, briga za zdravlje pilota i kabinskog osoblja, ili pružanje medicinske potpore brojnim zdravim i bolesnim putnicima aviotvrtkama, samo su neki od zadataka zrakoplovne medicine.
Atmosfera u kojoj se obavlja letenje jako je negostoljubiva za organizam čovjeka i može proizvesti negativan utjecaj na organizam, bez obzira na vrstu i tip letjelice. Letenje se obavlja na visinama u prosjeku od 9.100-18.300 metara, pri sniženom barometarskom tlaku. Temperatura na tim visinama pada za 2 °C svakih 300 m nadmorske visine, (tako da na visini od 10.700 metara ona iznosi -57 °C). Tijekom uspona na visinu ili spuštanja na zemlju, zrakoplovi (a posebno svemirski brodovi) kreću se velikom brzinom što dovodi do velikog "G" opterećenja na organizam. Disanje kisika pri povišenom tlaku, buka, vibracije, katapultiranje izbacivim sjedalom nakon čega slijedi skok padobran samo su neki od problema koje rješava zrakoplovna medicina.

U osnovne zadatke zrakoplovne medicine spadaju sljedeće aktivnosti:
- Znanstvenoistraživački rad na području zrakoplovne i svemirske medicine;
- Razvoj i periodični (redovni i izvanredni) pregledi zaštitne opreme i sredstava za letače;
- Odabir letača, padobranaca i ostalog letačkog osoblja;[5]
- Fiziološka trenaža letača i padobranaca;
- Periodični (redovni i izvanredni) zdravstveni pregledi vojnih i civilnih letača, padobranaca i kontrolora letenja;
- Nastava iz područja zrakoplovne medicine (teorijska i praktična), za letače padobrance i ostalo osoblje uključeno u proces letenja;
- Izrada zrakoplovno-medicinskih pravilnika;
- Unapređenje letačke sigurnosti i predlaganje zaštitnih mjera iz područja preventivne medicinske zaštite;
- Zrakoplovno-medicinska ekspertiza izvanrednih događaja, nesreća i katastrofa tijekom leta;
- Kontrola prehrane i psihofizičkog stanja letača i padobranaca;
- Medicinsko osiguravanje letenja, padobranskih skokova i drugih aktivnosti vezanih za letenje i padobranske skokove;
- Liječenje bolesnika u hipo i hiperbaričnim barokomorama;
- Medicinska potpora putnicima avio-tvrtki i pružanje pomoći medicinskom osoblju i bolesnicima kod zračnog prometa ozlijeđenih i oboljelih;
- Sprječavanje prijenosa karantenskih bolesti zračnim putem.

## Zrakoplovna fiziologija
Zrakoplovna fiziologija  je dio zrakoplovne medicine koji se bavi proučavanjem fizioloških promjena u organizmu pilota i putnika izloženih brojnim stresogenim utjecajima tijekom letenja.,,

### Visina(djelovanje niskog tlaka kisika)
Atmosferski tlak je izravna posljedica težine zraka. To znači da se tlak zraka razlikuje s mjestom i vremenom jer se količina (i težina) zraka iznad zemlje isto tako razlikuju. Atmosferski tlak se smanjuje za ~ 50% na visini od oko 5000 metara (jer se i oko 50% ukupne mase atmosfere nalazi unutar najnižih 5000 metara). Prosječni atmosferski tlak izmjeren na razini mora iznosi oko 101,3 kPa, na 9.000 m 30,1 kPa, a na 15.000 m 11,6 kPa.
Usporedno s promjenom atmosferskog tlaka mijenja se i parcijalni tlak kisika: koji na razini mora iznosi 21,2 kPa, 6,3 kPa na 9000 m i 2,4 kPa na 15.000 metara.
Organizam čovjeka fiziološki je kroz evoluciju, prilagođen da bude uspješan do oko 3.000 metara iznad razine mora (područje (zona) fiziološke efikasnosti). Izvan tog područja, kompenzacijski mehanizmi organizma se neće moći suprotstaviti stresogenim utjecajima visine.
Iako je postotak kisika u atmosferi konstantan i iznosi oko 21% (79% atmosfere sastoji se od dušika i malih količina drugih plinova), pad barometarskog tlaka utječe na smanjenje apsolutnog broja molekula svih plinova prisutnih u svakoj jedinici zraka, što proporcionalno smanjuje parcijalni tlak kisika.
Po ovom principu očekuje se i da pada parcijalni tlak kisika u alveolarnom zraku, što se događa na manjim visinama zbog povećane ventilacije pluća. Međutim na većim visinama vodena para i ugljični dioksid se konstantno odstranjuju iz krvi preko izdahnutog zraka, dovodeći do još većeg razrjeđenja kisika u plućima (tako da na 9000 metara visine parcijalni tlak kisika iznosi 6,3 kPa u atmosferi a 2,8 kPa u alveolama), što u odnosu na 13,9 kPa koliki je tlak u alveoalama na razini mora predstavlja drastično smanjenje, i dovodi do hipoksije sa svim pratećim posljedicama koje ona izaziva u organizmu pilota.
Zato vojni piloti prolaze kroz cijeli niz vježbi u hipobaričnim barokomora na visokoj nadmorskoj visini (na niskom barometarskom tlak) u kojima se simulira rane faze hipoksije (nedostatak kisika u tijelu). Testovi pilotu pružaju dokaze o brzom pogoršanje motornih vještina, pravilnog razmišljanja i drugih sposobnosti tijekom leta na visini preko 4000 metara iznad razine mora, bez korištenja dodatnog kisika, i time mu daju dokaz o značaju pravilne i stalne upotrebe zaštitne letačke opreme i uređaja za kisik u zrakoplovu.

### Dekompresijska bolest
Jedan od mogućih poremećaja zbog promjene nadmorske visine je dekompresijska bolest, kojoj može biti izložen pilot na velikim visinama, tijekom dekompresije kabine ili kod neadekvatno potlačene (hermetične) kabine zrakoplova izazvane raznim uzrocima.

### Ubrzanje
Vojni piloti i astronauti lete velikim brzinama i izvode različite manevre što njihovo tijelo izlaže visokim "g" gravitacijskim ubrzanjima.
 
U vertikalnom usponu, uvećanje "g" ubrzanja (nazivamo pozitivno "g" ubrzanje jer centrifugalna sila djeluje prema donjem dijelu tijela) i dovodi do poremećaja isporuke arterijske krvi u mozak uz istodobni porast tlaka u venama stopala i do 5 puta. Zbog elastičnosti vena dolazi do njihovog širenja i preraspodjele veće količine krvi iz gornjih ka donjim dijelovima tijela. Kako srce ne može izbaciti krv, koja se u njega ne vraća, nastaje gubitak kisika u krvi u mozgu, što kod pilota prvo dovodi do poremećaja perifernog vida. Dalji porast ubrzanja dovodi do crne koprene blackouts (privremeni poremećaj vida).
Zato se prema preporukama zrakoplovnih liječnika izvode posebne trbušne vježbe i primjenjuju Anti "g" odijela (što ima za cilj da pritiskom podesivih balona u specijalnim odijelima i skupljanje nogu prema trbuhu) pomogne održavanju krvi u gornjoj polovici tijela, kada je organizam izložen pozitivnom "g "ubrzanju.
Tijekom spuštanja (slijetanja), na tijelo djeluje sila ubrzanja naviše prema gornjim dijelovima tijela (ovo ubrzanje naziva se negativno "g" ubrzanje), koje povećava krvni tlak u arterijskoj cirkulacije vrata, glave i moždanim tkivu. Ovo ubrzanje se lakše podnosi u odnosu na pozitivno, ali trajno možda više oštećuje organizam. Pilot doživljava poremećaj vida poznat kao crvena koprene ili red out, a zbog povećanog arterijskog tlaka u mozgu može doći i do moždanog udara.
Iako piloti imaju fizičku izdržljivost i opremu za kompenzaciju djelovanja negativnog ubrzanja, dugotrajne i visoke vrijednosti negativnog "g" ubrzanja (oko pet do devet puta veće od normalne sile gravitacije) može uzrokovati fiziološke poremećaje. Iz tog razloga, kretanja zrakoplova kao što su manevri tipa; petlja, valjak, zaokret, penjanje, poniranje itd. pilota namješta kako bi minimizirale izloženost negativnom i pozitivnom "g" ubrzanju.
Ogromne sile ubrzanja (15 do 25 "g" u trajanju od više sekundi organizam može podnijeti kod takozvanih trasverzalnih "g" ubrzanja. Kod njih sila ubrzanja djeluje sprijeda prema natrag, i raspoređena je na veću površinu tijela (npr. kada smo u zrakoplovu u ležećem položaju). Kod ovih ubrzanja obično nema posljedica, osim mogućeg kolapsa jednog plućnog krila, što nije smrtonosno. Zato se kod vrlo velikih ubrzanja sjedalo pilota ili astronauta, posebnim tehničkim rješenjima, postavlja u poluležeći ili ležeći položaj.

### Nulta gravitacija
Tijekom zračnih letova postoje mnogi problemi s promjenom gravitacije kao što je nulta gravitacija  u letačkim prostoru. Izlaganje ovom okruženju s vremenom može izazvati poremećaje sustava ravnoteže, metabolizam vode, povraćanje, gubitak mišićne snage, a po povratku na zemlju, i probleme sa stajanjem i hodom.
Nulta gravitacija utječe na 75% letača znacima koji su u rasponu od gubitka apetita preko mučnine i povraćanja pa sve do gubitka misaonog toka i gubitka osjeta dodira. Nepromišljenosti, vrtoglavica, a ponekad i jak umor javlja se u oko 20% avionskih posada.
Promjene koje se javljaju tijekom izlaganja nultom "G" okruženju tijekom letenja mogu se umanjiti / otkloniti sprečavanjem nepravilnosti u preraspodjele kretanja krvi i radu srca što se postiže primjenom ani "G" odijela, specijalnim fizičkim vježbama, fiziološkim treningom (trenažom) i lijekovima.
Promjena koje su se dogodile nakon izlaganja nultom "G" okruženju, po povratku na zemlju mogu se liječiti usporenim postupnim porastom aktivnosti, usporenim pokretima glave, a prema potrebi i lijekovima.

### Barotrauma
Barotrauma je povreda šupljih organa i tkiva, uzrokovana razlikom tlaka između plinom ispunjenih prostora u tijelu i zračnog ili vodenog prostora oko tijela, tijekom uspona ili silaska. 
Organi ili tkiva kod kojih nastaju lakše ili teže barotraumatske ozljede u zrakoplovstvu su:
- Barotrauma uha
- Barotrauma sinusa
- Kisičko uho je sindrom sličan barotraumatskoj upali srednjeg uha, a nastaje kao posljedica Udisanje 100% kisika pod povišenim tlakom kod pilota i astronauta
- Barotrauma pluća
- Barotrauma zuba

### Prostorna dezorijentacija i iluzije tijekom letenja
Ljudska osjetila su kroz evoluciju prilagođena za funkcioniranje na zemlji. Kretanje tijekom letanja, (zbog naglih promjena ubrzanja, položaja letjelice, letenje kroz oblake i noću itd.), Naša čula često primaju pogrešne podražaje koji uvijek ne odražavaju realno kretanje aviona, što izaziva prostornu dezorijentaciju i senzorne iluzije. Te iluzije mogu biti veoma opasne za pilota. Zbog pogrešne interpretacije realne stvarnosti, piloti donose i pogrešne odluke u upravljanju letjelicom, što može završiti katastrofom.
U cilju savladavanja ovih problema u okviru zrakoplovstva i zrakoplovne medicine formira se i posebna grana psihologije - zrakoplovna psihologija.

## Vanjske poveznice
- Udruženje za zrakoplovnu i kozmičku medicinu, AsMA  Arhivirana inačica izvorne stranice od 9. svibnja 2008. (Wayback Machine) (engl.)
- Direktive Američkog udruženja AMES za obavljanje medicinske selekcije pilota i avionskih posada. (engl.)
- Zrakoplovna medicina  Arhivirana inačica izvorne stranice od 8. veljače 2005. (Wayback Machine) (engl.)
- Zrakoplovna medicina na eMmedicine (engl.)
- Međunarodno udruženje za zrakoplovnu medicinu AMI ) (engl.)
- Udruženje za zrakoplovnu medicinu Kanadskog civilnog zrakoplovstva (engl.)
- PP prezentacija Američkog udruženja AsMA za obuku pilota iz zrakoplovne medicine  Arhivirana inačica izvorne stranice od 13. studenoga 2008. (Wayback Machine) (engl.)
- Kalkulator za izračunavanje barometarskog tlaka  Arhivirana inačica izvorne stranice od 27. veljače 2009. (Wayback Machine) (engl.)